# Classe MP-6
Le classe MP-6 (progetto 512 secondo la classificazione russa) erano navi da sbarco di costruzione ungherese, che vennero utilizzate dalla marina sovietica come navi cargo.

## Tecnica
Le modifiche furono piuttosto estese, e riguardarono, in particolare, la rimozione dei portelloni da sbarco (modifica fondamentale per permettere l'utilizzo come cargo). Come tutte le navi da sbarco, erano caratterizzate da un ampio ponte, con tutte le sovrastrutture sistemate a poppa.
Su cinque navi, tre vennero modificate come cargo, e due come trasporto missili. Dal punto di vista tecnico, differivano soprattutto perché la versione cargo aveva due alberi, mentre quelle da trasporto missili erano attrezzate con una grande gru posta al centro della nave. I missili trasportati erano gli SS-N-5 Serb per i sottomarini classe Golf e classe Hotel.
L'armamento non era imbarcato. Tuttavia, all'occorrenza, vi erano sistemazioni per tre impianti antiaerei binati da 37mm.

## Il servizio
Le MP-6 furono costruite alla fine degli anni cinquanta, e non ebbero molto successo come navi da sbarco: infatti, furono modificate per il nuovo utilizzo a partire dal 1960.
Le due navi modificate per trasportare missili, classificate VTR in Unione Sovietica, erano la Khoper (Flotta del Nord) e la Bureya (Flotta del Pacifico).